# Alexandros Mavrokordatos

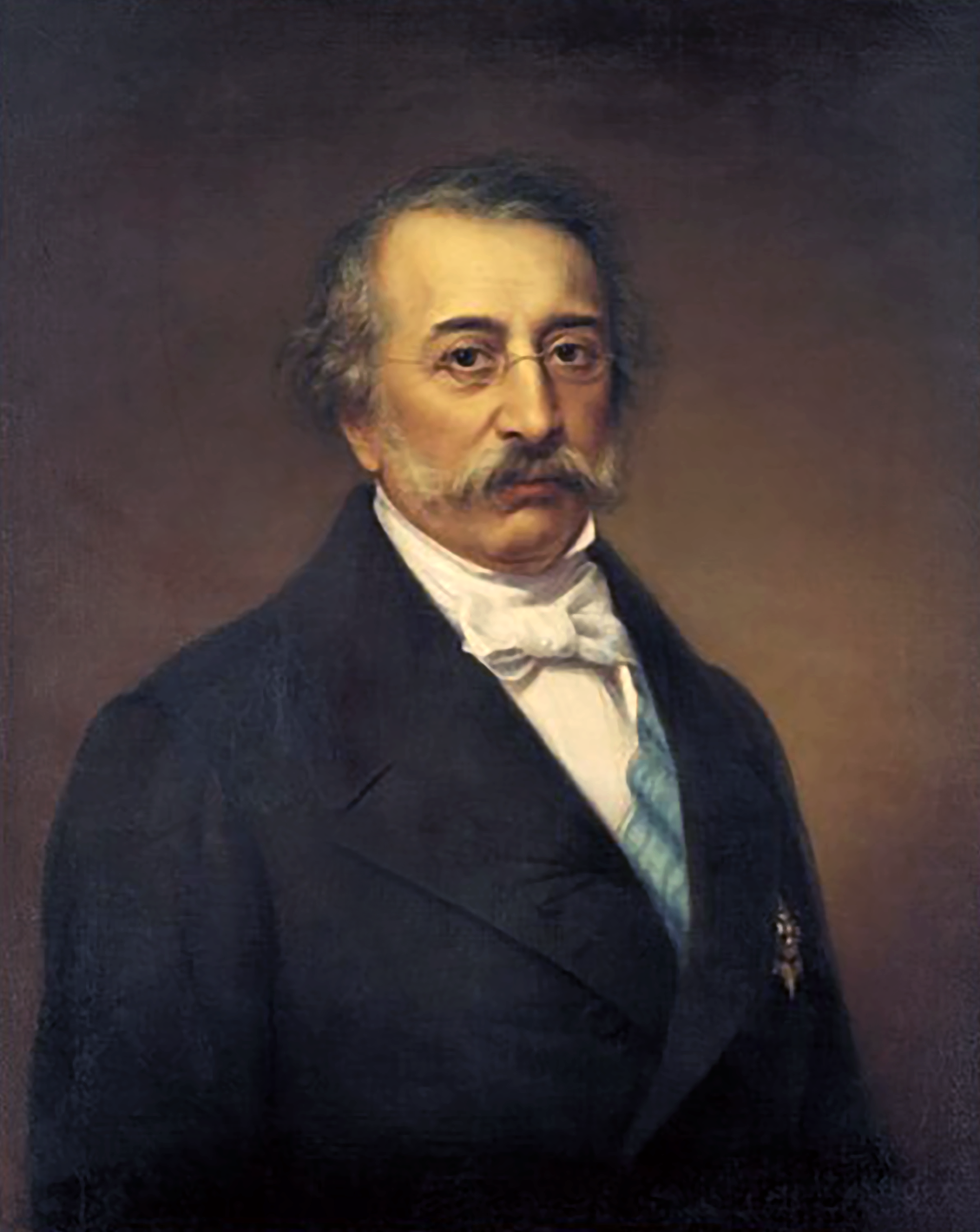
Alexandros Mavrokordatos

Alexandros Mavrokordatos (Grieks: Αλέξανδρος Μαυροκορδάτος) (Istanbul, 11 februari 1791 - Aegina, 18 augustus 1865) was een Grieks staatsman en lid van de belangrijke fanariotische familie Mavrokordatos.

## Levensloop
In 1812 ging hij naar de rechtbank van zijn oom Jean Georges Caradja, hospodar van Walachije. Toen Caradja in 1818 afgezet werd, vergezelde Mavrokordatos hem in ballingschap naar Oostenrijk en later Italië. In Italië studeerde hij aan de Universiteit van Padua. Hij was tezelfdertijd lid van de Filiki Eteria en was onder de fanariotische Grieken die zich naar Morea haastten in het begin van de Griekse Onafhankelijkheidsoorlog in 1821. Hij was actief in pogingen om een executieve op te richten en werd in januari 1822 verkozen in de Eerste Nationale Vergadering van Epidaurus als de voorzitter van de executieve.

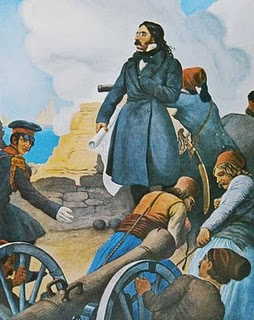
Alexandros Mavrokordatos door Peter von Hess tijdens de Eerste beleg van Mesolongi.

Mavrokordatos was in hetzelfde jaar bevelhebber van de Griekse troepen in het westen van Centraal-Griekenland. De Griekse troepen leden op 16 juli 1822 echter een verschrikkelijke nederlaag bij de Slag van Peta. Bij het Eerste beleg van Mesolongi van november 1822 tot januari 1823 kon hij door zijn succesvol verzet het zelfvertrouwen van het Griekse leger terug opbouwen.
Zijn Engelse sympathieën brachten hem in oppositie tegen de Russische Partij onder leiding van Dimitrios Ypsilantis en Theodoros Kolokotronis, maar desondanks bleef hij minister van Buitenlandse Zaken in de executieve van Petros Mavromichalis (die Mavrokordatos in mei 1823 opgevolgd had als voorzitter van de executieve). Toen diens executieve in december 1823 eindigde, trok Mavrokordatos zich terug uit de politiek. In februari 1825 keerde hij echter terug in de politiek door opnieuw minister van Buitenlandse Zaken te worden in de executieve van Georgios Kountouriotis.
Toen vervolgens Ibrahim Pasja in Griekenland landde, ging Mavrokordatos terug in het leger. Tijdens de rampzalige Veldslag van Sphacteria kon hij op 9 mei 1825 aan de dood ontsnappen door naar Pylos te zwemmen. 
Na de Val van Mesolongi op 22 april 1826 verliet hij het leger. Vervolgens was hij van 1827 tot 1828 lid van een comité voor de administratie van oorlogsmateriaal op aandringen van president Ioannis Kapodistrias.
Na de moord op Ioannis Kapodistrias op 9 oktober 1831 en het aftreden van diens broer Augustinos op 13 april 1832, werd Mavrokordatos op het einde van de Griekse Onafhankelijkheidsoorlog minister van Financiën. In juli 1832 was hij ondervoorzitter van de Nationale Vergadering van Argos. In februari 1833 werd hij door koning Otto I benoemd tot minister van Financiën in de regering van Spyridon Trikoúpis. Op 24 oktober 1833 volgde hij Trikoúpis op als premier en behield dit mandaat tot 12 juni 1834. 
Na zijn eerste premierschap werd hij gezant van de Griekse regering in München, Berlijn en Londen en na een tweede premierschap van 6 juli tot 22 augustus 1841 was hij gezant in Istanbul. In 1843 keerde hij naar Athene terug als minister zonder portefeuille in het kabinet van Andreas Metaxas. Na het verval van de Russische Partij was Mavrokordatos een derde keer premier van 11 april tot 22 augustus 1844. Na dit premierschap ging hij in de oppositie. Hij liet er zich onderscheiden door de gewelddadige aanvallen op de regering van Ioannis Kolettis. Van 29 juli 1854 tot 11 oktober 1855 was Mavrokordatos een laatste keer premier. 
- Bibliothèque nationale de France: cb16921978m (data)
- Gemeinsame Normdatei: 118952439
- International Standard Name Identifier: 0000 0000 9111 7087
- Library of Congress Control Number: n82079070
- Nationale bibliotheek van Australië: 35079396
- Nationale Bibliotheek van Israël: 987007278434805171
- Nederlandse Thesaurus van Auteursnamen: 339627522
- Réseau des bibliothèques de Suisse occidentale: 02-A000112177
- SNAC: w62242w4
- Système universitaire de documentation: 179891014
- Trove: 820344
- Virtual International Authority File: 42600021
- WorldCat: E39PBJtGYKmFpM3vRj8jxwQKBP